# Erich-Weiß-Verlag
Der Erich-Weiß-Verlag (Eigenschreibweise ohne Bindestriche) ist ein Verlag mit Sitz in Bamberg, der 1991 gegründet wurde. Neben allgemeiner Belletristik, speziellen Reihen zu und von bildenden Künstlern und Hörspielen hat der Verlag seinen Schwerpunkt auf Themen in Zusammenhang mit Bamberg und Oberfranken bzw. Judaica.

## Gründung und Verlagsprogramm
Der Verlag wurde 1991 von Erich Weiß gegründet. Das Verlagsprogramm umfasst Belletristik, Fotografie, Lyrik sowie vereinzelt Tonträger. Daneben existieren Veröffentlichungen zu und von bildenden Künstlern wie der Bildhauerin Beate Schroedl, der Künstlergruppe „Das Institut“ um Hubert Sowa, Friedolin Kleuderlein, Bernhard Kümmelmann und Tom Eisen, die 1992 mit dem Volker-Hinniger-Preis ausgezeichnet wurde, oder den Retrogradisten Adalbert Hoesle.
Der Verlag vertritt Fotografen und Schriftsteller wie Peter Braun, Rolf-Bernhard Essig, Werner Kohn, Andreas Reuß, Anna Scherbaum und You Xie.

## Regionalbezug und Judaica
Einen besonderen Schwerpunkt setzt der Verlag auf Themen, die einen Bezug zum Verlagssitz Bamberg und der Region Oberfranken haben.
Daneben existiert eine eigene Sparte zu Judaica bzw. dem jüdischen Leben in Bamberg und Oberfranken mit Titeln wie Das Tagebuch der Erika Löbl, Gedenkbuch der jüdischen Bürger Bambergs oder Jüdisches Bamberg. Diese Publikationen richten sich auch an emigrierte Bamberger oder berichten von deren Erlebnissen zur Zeit des Nationalsozialismus und erscheinen teilweise auch in englischer Sprache (beispielsweise Jewish Bamberg – A Walking Tour through the Town).